# Gare de Scheldewindeke
La gare de Scheldewindeke (station Scheldewindeke en néerlandais) est une gare ferroviaire belge de la ligne 122 de Melle à Grammont située à Moortsele dans la commune d'Oosterzele en région flamande dans la Province de Flandre-Orientale.
C’est une halte voyageurs de la Société nationale des chemins de fer belges (SNCB) desservie par des trains Suburbains (S52) et d’Heure de pointe (P).

## Situation ferroviaire
Située au point kilométrique (PK) 6,7 la ligne 122 de Melle à Grammont, la gare de Schendelwindeke est établie entre les gares ouvertes de Moortsele et de Balegem-Dorp.

## Histoire
La gare de Scheldewindeke ouvre le 5 janvier 1867 lors de l'inauguration de la ligne Gand - Grammont de la compagnie du Chemin de fer de Braine-le-Comte à Gand en même temps que la ligne entre Grammont et Braine-le-Comte qui est devenue l’actuelle ligne 123.
Contrairement à beaucoup de concessions ferroviaires belges, l’exploitation fut assurée dès le départ par les Chemins de fer de l’État belge qui donnèrent également des directives dans l’élaboration du projet, notamment les plans des gares.
Scheldewindeke reçoit un bâtiment de gare standard à pignons à redents muni de quatre travées.
Ce type de gare fut érigé à Gontrode, Moortsele, Scheldewindeke, Balegem-Sud et Lierde ainsi que sur la Ligne 123.
Avec la démolition de la gare de Lierde et de celle de Galmaarden, il s’agit de la dernière gare d’origine de ces deux lignes (celle de Balegem-Centre est une halte de plan type 1893). Ces gares, édifiées dans tout le pays par les Chemins de fer de l’État belge existent ou ont existé, sur de nombreuses lignes du pays.
Le bâtiment de gare a plus tard perdu ses redents et a vu son deuxième étage recouvert d’enduit comme à Moortsele. Il existe toujours mais ne possède plus de guichets.
Un abri de quai en briques sous bâtière avec une corniche en mitre a été construit à Scheldewindeke ainsi que d’autres gares de la ligne, celui de Scheldewindeke existe toujours, en revanche, la halle à marchandises et les annexes de la gare (une aile à toit plat et un bâtiment séparé pour les toilettes) ont été démolis.

## Service des voyageurs

### Accueil
Halte SNCB, c'est un point d'arrêt non gardé (PANG), à accès libre. Elle dispose de deux quais rehaussés en gravier. La traversée se fait par le passage à niveau. Il y a un parking et un parc à vélos.

### Desserte
Scheldewindeke est desservie par des trains Suburbains (S52) et Heure de pointe (P) de la SNCB (voir brochure SNCB de la ligne 122).
En semaine, la desserte est constituée de trains S52 entre Gand-Saint-Pierre et Grammont, circulant toutes les heures, renforcés par :
- deux trains P entre Renaix et Grammont (le matin, retour l’après-midi) ;
- un train P entre Grammont et Audenarde (le matin, retour l’après-midi).

Les week-ends et jours fériés, Scheldewindeke est uniquement desservie par des trains S52 entre Gand-Saint-Pierre et Grammont.

## Comptage voyageurs
Ce graphique et tableau montre le nombre de voyageurs embarquant en moyenne durant la semaine, le samedi et le dimanche.
| Nombre de passagers qui embarquent à la gare de Scheldewindeke | Nombre de passagers qui embarquent à la gare de Scheldewindeke | Nombre de passagers qui embarquent à la gare de Scheldewindeke | Nombre de passagers qui embarquent à la gare de Scheldewindeke |
|                                                                | Semaine                                                        | Samedi                                                         | Dimanche                                                       |
| -------------------------------------------------------------- | -------------------------------------------------------------- | -------------------------------------------------------------- | -------------------------------------------------------------- |
| 1977                                                           | 315                                                            | 56                                                             | 30                                                             |
| 1978                                                           | 364                                                            | 56                                                             | 30                                                             |
| 1979                                                           | 351                                                            | 35                                                             | 19                                                             |
| 1980                                                           | 347                                                            | 37                                                             | 30                                                             |
| 1981                                                           | 438                                                            | 45                                                             | 36                                                             |
| 1982                                                           | 447                                                            | 50                                                             | 42                                                             |
| 1983                                                           | 382                                                            | 37                                                             | 35                                                             |
| 1984                                                           | 334                                                            | 43                                                             | 38                                                             |
| 1985                                                           | 367                                                            | 32                                                             | 20                                                             |
| 1986                                                           | 387                                                            | 44                                                             | 47                                                             |
| 1987                                                           | 370                                                            | 45                                                             | 40                                                             |
| 1988                                                           | 398                                                            | 61                                                             | 66                                                             |
| 1989                                                           | 557                                                            | 81                                                             | 70                                                             |
| 1990                                                           | 447                                                            | 42                                                             | 44                                                             |
| 1991                                                           | 442                                                            | 66                                                             | 56                                                             |
| 1992                                                           | 404                                                            | 57                                                             | 72                                                             |
| 1993                                                           | 345                                                            | 70                                                             | 49                                                             |
| 1994                                                           | 420                                                            | 107                                                            | 88                                                             |
| 1995                                                           | 436                                                            | 81                                                             | 61                                                             |
| 1996                                                           | 485                                                            | 77                                                             | 56                                                             |
| 1997                                                           | 446                                                            | 75                                                             | 59                                                             |
| 1998                                                           | 391                                                            | 84                                                             | 66                                                             |
| 1999                                                           | 380                                                            | 84                                                             | 38                                                             |
| 2000                                                           | 314                                                            | 68                                                             | 44                                                             |
| 2001                                                           | 313                                                            | 80                                                             | 57                                                             |
| 2002                                                           | 342                                                            | 42                                                             | 14                                                             |
| 2003                                                           | 342                                                            | 90                                                             | 56                                                             |
| 2004                                                           | 359                                                            | 126                                                            | 72                                                             |
| 2005                                                           | 361                                                            | 102                                                            | 78                                                             |
| 2006                                                           | 376                                                            | 122                                                            | 76                                                             |
| 2007                                                           | 385                                                            | 132                                                            | 106                                                            |
| 2008                                                           | -                                                              | -                                                              | -                                                              |
| 2009                                                           | 449                                                            | 146                                                            | 77                                                             |
| 2010                                                           | -                                                              | -                                                              | -                                                              |
| 2011                                                           | -                                                              | -                                                              | -                                                              |
| 2012                                                           | 420                                                            | 140                                                            | 78                                                             |
| 2013                                                           | 440                                                            | 113                                                            | 64                                                             |
| 2014                                                           | 466                                                            | 80                                                             | 69                                                             |
| 2015                                                           | 329                                                            | 70                                                             | 58                                                             |
| 2016                                                           | 319                                                            | 131                                                            | 107                                                            |
| 2017                                                           | 339                                                            | 104                                                            | 78                                                             |
| 2018                                                           | 331                                                            | 80                                                             | 81                                                             |
| 2019                                                           | 366                                                            | 70                                                             | 74                                                             |
| 2020                                                           | 222                                                            | 50                                                             | 47                                                             |
| 2021                                                           | -                                                              | -                                                              | -                                                              |
| 2022                                                           | 325                                                            | 89                                                             | 85                                                             |
| 2023                                                           | 355                                                            | 94                                                             | 73                                                             |
| 2024                                                           | 321                                                            | 84                                                             | 63                                                             |

Installations de la gare en 2002
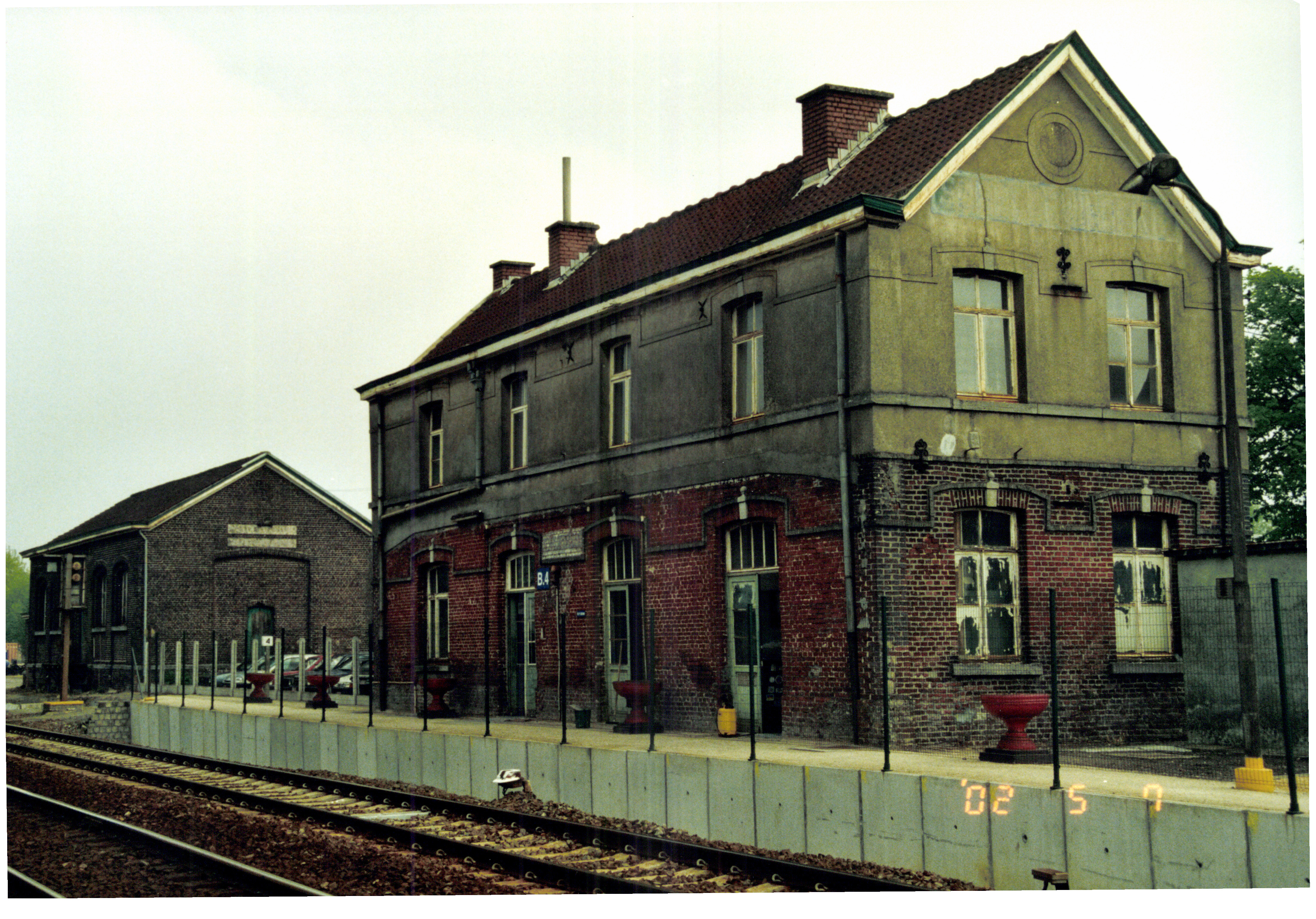
Gare et halle à marchandises.
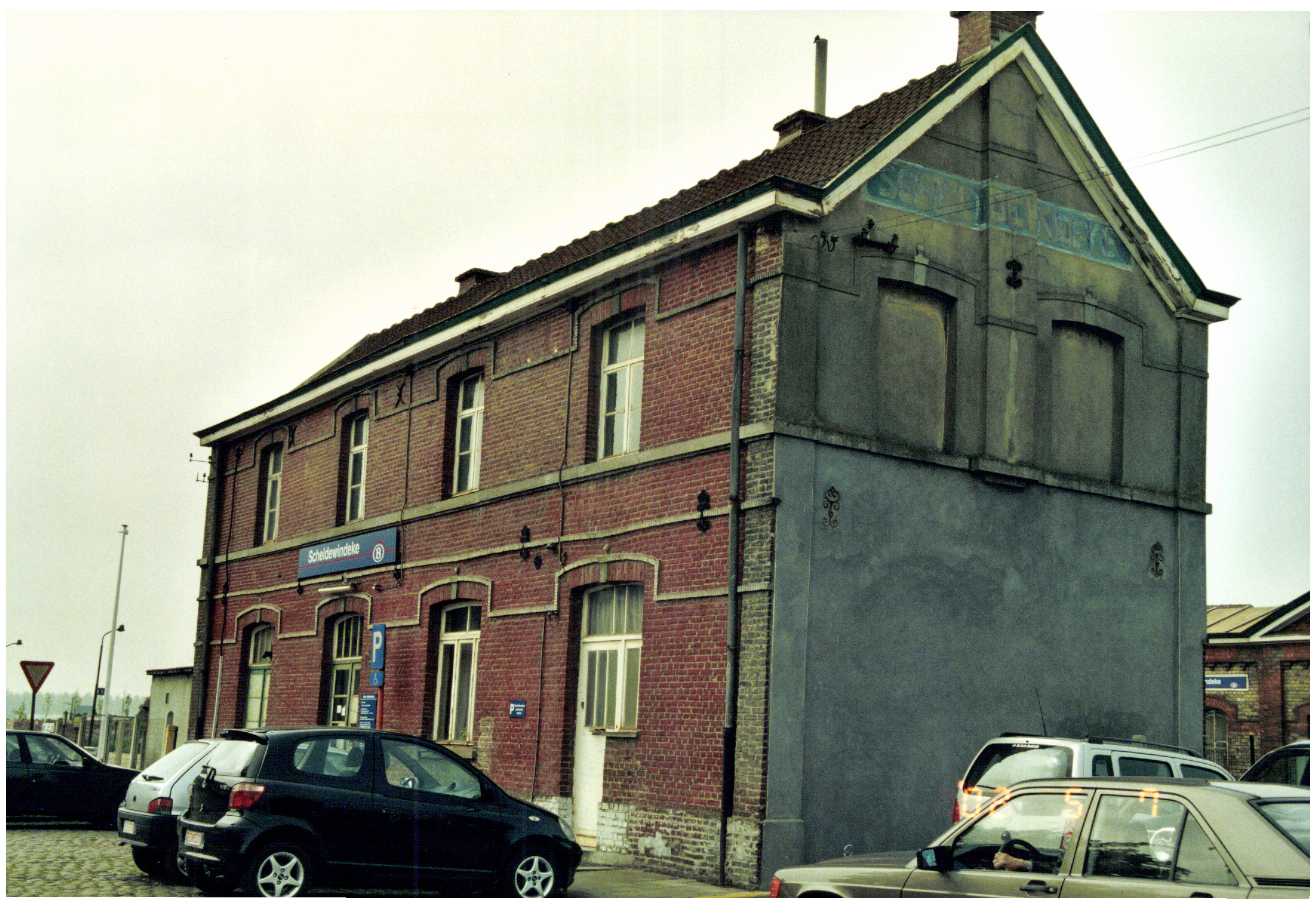
Côté rue.
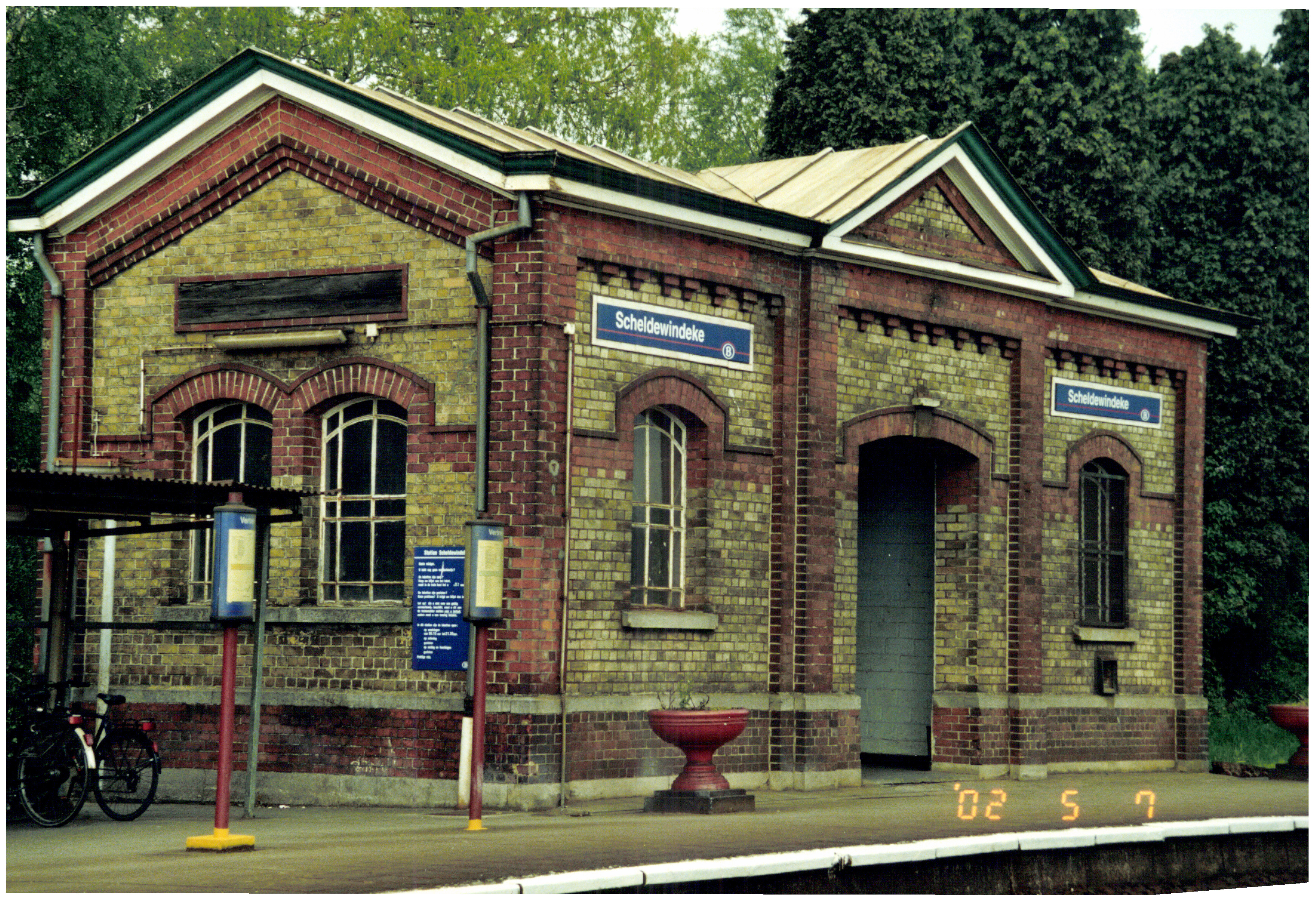
Abri de quai en briques.
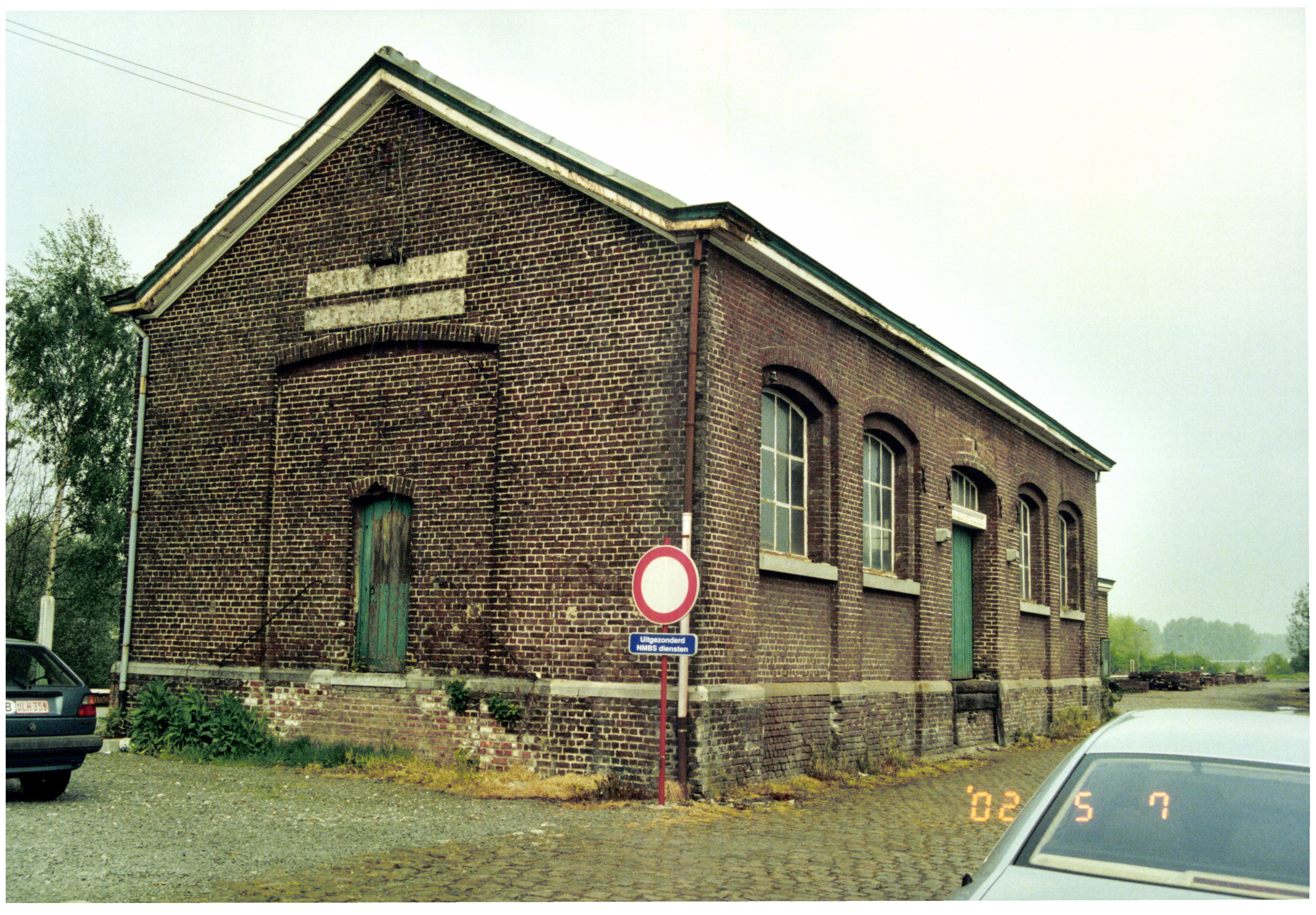
Halle à marchandises.